# Тагер аль-Масрі
Тагер аль-Масрі (араб. طاهر المصري; нар. 1942) — йорданський політик, голова уряду Йорданії від червня до листопада 1991 року.

## Життєпис
Вищу освіту здобув у Техасі (США). Після цього від липня 1965 до березня 1973 року працював у Центральному банку Йорданії.
У травні 1973 року отримав пост державного міністра з питань окупованих територій. Від квітня 1975 до серпня 1978 року був послом в Іспанії, а від листопада 1978 до травня 1983 — у Франції. У 1984-1988 та від січня до червня 1991 року очолював міністерство закордонних справ.